# Eumerus tricolor
Eumerus tricolor là một loài ruồi trong họ Ruồi giả ong (Syrphidae). Loài này được Fabricius mô tả khoa học đầu tiên năm 1798. Eumerus tricolor phân bố ở vùng Cổ Bắc giới